# Dzierzgunka
Dzierzgunka (deutsch Dziergunken, 1938 bis 1945 Kiebitzbruch) ist ein Ort in der polnischen Woiwodschaft Ermland-Masuren. Er gehört zur Gmina Purda (Landgemeinde Groß Purden) im Powiat Olsztyński (Kreis Allenstein).

## Geographische Lage
Dzierzgunka liegt 500 Meter östlich des Lansker Sees (polnisch Jezioro Łańskie) im Westen der Woiwodschaft Ermland-Masuren, 23 Kilometer südlich der Kreis- und Woiwodschaftshauptstadt Olsztyn (deutsch Allenstein).

## Geschichte
Der Ort, in dem es wohl ursprünglich einmal eine Mühle gab, wurde später zu einer kleinen Waldsiedlung mit dem Sitz einer Försterei im Staatsforst Ramuck. 1861 wurde eben dieses Forstetablissement im ostpreußischen Kreis Allenstein genannt.
Die Volkszählung am 3. Dezember 1861 ergab für Dziergunken zwei Wohngebäude bei elf Einwohnern. Im Jahre 1905 war der kleine Ort ein Wohnplatz der Gemeinde Wuttrienen (polnisch Butryny).
Aus politisch-ideologischen Gründen der Abwehr fremdländisch erscheinender Ortsnamen wurde Dziergunken am 3. Juni – offiziell bestätigt am 16. Juli – 1938 in „Kiebitzbruch“ umbenannt.
In Kriegsfolge wurde 1945 das gesamte südliche Ostpreußen an Polen abgetreten. Kiebitzbruch erhielt die polnische Namensform „Dzierzgunka“ und ist heute Teil der Landgemeinde Purda (Groß Purden) im Powiat Olsztyński (Kreis Allenstein), von 1975 bis 1998 der Woiwodschaft Olsztyn, seither der Woiwodschaft Ermland-Masuren zugehörig. Dzierzgunka ist derzeit nicht bewohnt.

## Kirche
Bis 1945 war Dziergunken resp. Kiebitzbruch in die evangelische Kirche Kurken in der Kirchenprovinz Ostpreußen der Kirche der Altpreußischen Union, außerdem in die römisch-katholische Kirche Nußtal (polnisch Orzechowo) im Bistum Ermland eingepfarrt.
Heute gehört Dzierzgunka evangelischerseits zur Kirche Jedwabno (1938 bis 1945 Gedwangen, polnisch Jedwabno) in der Diözese Masuren der Evangelisch-Augsburgischen Kirche in Polen, katholischerseits zur St.-Maximilian-Kolbe-Kirche in Kurki (Kurken) im jetzigen Erzbistum Ermland.

## Verkehr
Dzierzgunka ist von Nowa Kaletka (Neu Kaletka, 1938 bis 1945 Herrmannsort) erreichbar, außerdem von Kurki (Kurken) auf einem Landweg in Richtung Stary Ramuk (Alt Ramuck). Eine Bahnanbindung besteht nicht.